# 菊亞科
菊亞科（Asteroideae）是菊科下最大的一個亞科，該科70%的種都位於該亞科下，分佈遍及全球，且多為灌木。該亞科下最大族是千里光族，該族有三千多個種，其中三分之一屬於千里光屬。蜡菊属和艾属也各有超過500個種。該亞科生物在4600萬至3650萬年前出現。

## 分類
本亞科包括以下各個族：
- 春黃菊族 Anthemideae
- 紫菀族 Astereae
- Athroismeae
- Bahieae
- Calenduleae（英语：Calenduleae）
- Chaenactideae
- 金鸡菊族（英语：Coreopsideae） Coreopsideae（英语：Coreopsideae）
- Doroniceae
- 泽兰族 Eupatorieae
- Feddeeae
- 鼠麴草族 Gnaphalieae
- Helenieae（英语：Helenieae）
- 向日葵族 Heliantheae
- Inuleae（英语：Inuleae）
- Madieae（英语：Madieae）
- Millerieae（英语：Millerieae）
- Neurolaeneae
- Perityleae（英语：Perityleae）
- Plucheeae（英语：Plucheeae）
- Polymnieae（英语：Polymnieae）
- 千里光族 Senecioneae
- Tageteae（英语：Tageteae）

## 外部連結
- 维基词典中的词条「Asteroideae」

- 維基物種上的相關：菊亞科